# Isma'il ibn Yá'far
Isma'il ibn Yá'far (Medina; 719/722 – Medina; 762) era el hijo mayor del imán Ya‘far as-Sadiq. Tras la muerte de su padre, la comunidad chií del Islam se dividió entre los que compartían los imamíes y aquellos que creían que el imamato debía pasar a su hijo, Ismail, por quien la rama del ismailismo recoge su nombre. Según los nizaríes (cuyos detractores nominaron hashshashin), Ismail era el sucesor legítimo del sexto imán, Ya'far as-Sadiq, y por tanto el séptimo imán.

## Biografía
Nació en el shawwal de un año incierto, entre los 719 y 722 del calendario cristiano (100-103 del calendario musulmán), hijo de Ya`far as-Sadiq y de Fatima bint al-Hussain'l-Athram, hija de Hasan ibn Ali, nieto del profeta Mahoma.
Las fuentes ismaelitas dicen que, a los siete años, fue designado sucesor por su padre. Por esta decisión Ismail se mantuvo alejado de sus hermanos, limitando su contacto con el público y asumiendo su progenitor la responsabilidad personal de su educación. Se dice que cuando Ya'far estaba enfermo e incapaz de cumplir con sus deberes como imán, Ismaíl le sustituía, aunque su papel estaba restringido a los confines del hogar.
Según el escritor e historiador Farhad Daftary, Ismaíl pudo haber tomado parte en un complot anti-abasí en el año 755, siendo identificado con el más activista, o militante chiita. Pudo haber sido convocado a la corte del califa con otros para enfrentar cargos, pero se salvó de la ejecución, a diferencia de algunos de sus compañeros conspiradores.[cita requerida]
Para protegerlo de la persecución, su padre lo envió a esconderse y públicamente lo declaró muerto. La mayoría de los integrantes del chiismo duodecimano sostienen que Ismaíl murió en realidad durante el imamato de su padre, en el año 756 d. C. (138 AH).
Aproximadamente en el 762, Ismail pudo haber abandonado Medina y trasladarse hasta Basora (Irak), aunque esto está en disputa. Se dice que tuvo un conocimiento completo de la verdad esotérica, el mensaje interno del Islam. Fue sucedido por su hijo, Muhámmad, como el octavo imán ismaelita, que tenía alrededor de 22 años en ese momento. Algunos ismaelíes creen que Muhámmad bin Isma'il se volvió "oculto" y volverá como el Mahdi, el duodécimo imán, para establecer la paz y la justicia universales.

## Supuesto lugar de entierro
Según algunas fuentes ismaelitas, Ismaíl ibn Ya'far está enterrado en Salamíe, una ciudad ubicada en Siria. Otras fuentes, las cercanas a los doce imanes y al chiismo más ortodoxo, señalaban que fue enterrado en Medina, su ciudad natal.